# 瀬藤健嗣
瀬藤 健嗣（せとう けんじ）は、日本のアニメーション演出家。別名義にせとー けんじ、セトウ ケンジ。日本アニメーター・演出協会（JAniCA）会員。短編アニメ『ヴァイス・サヴァイヴR』でテレビシリーズ初監督を務める。

## 作品リスト

### テレビアニメ

#### 瀬藤健嗣名義
2003年
- LAST EXILE（2DVFXディレクター・2DVFX）

2004年
- GIRLSブラボー first season（サブタイトル・デジタル演出）
- 巌窟王（撮影協力）

2005年
- GIRLSブラボー second season（サブタイトル）
- トランスフォーマー ギャラクシーフォース（演出）
- MÄR-メルヘヴン-（2005年 - 2006年、コンテ・演出）

2006年
- ああっ女神さまっ それぞれの翼（コンテ・演出）

2007年
- ハヤテのごとく!（演出）
- 素敵探偵ラビリンス（演出）
- 月面兎兵器ミーナ（演出）
- DRAGONAUT -THE RESONANCE-（演出・2期EDコンテ&演出）
- ロミオ×ジュリエット（演出）
- BLUE DROP 〜天使達の戯曲〜（コンテ）

2008年
- 喰霊-零-（演出）

2009年
- ハヤテのごとく!!（コンテ）

#### セトウケンジ名義
2008年
- 純情ロマンチカ（コンテ・演出）※せとーけんじ名義
- 遊☆戯☆王5D's（2008年 - 2010年、コンテ・演出）※せとーけんじ→セトウケンジ名義

2009年
- 咲-Saki-（助監督・コンテ・演出・EDコンテ&演出）
- ヴァイス・サヴァイヴR（2009年 - 2010年、監督）　
- 夢色パティシエール（コンテ）

2010年
- 迷い猫オーバーラン!（OP演出）

2011年
- Aチャンネル（助監督）
- 遊☆戯☆王ZEXAL（絵コンテ・演出）
- 境界線上のホライゾン（ED絵コンテ&演出）
- 僕は友達が少ない（演出）

2011年
- 咲-Saki-阿知賀編 episode of side-A（助監督・絵コンテ・演出・ED絵コンテ&演出）
- この中に1人、妹がいる!（演出）

2013年
- 生徒会の一存 Lv.2（演出）
- 遊☆戯☆王ZEXAL II（絵コンテ・第2・3期OPコンテ&演出）
- 波打際のむろみさん（絵コンテ・演出）
- きんいろモザイク（演出）
- 蒼き鋼のアルペジオ -アルス・ノヴァ-（演出）

2014年
- 咲-Saki- 全国編（助監督・絵コンテ・演出）
- うーさーのその日暮らし 覚醒編（監督）
- ブレイドアンドソウル（絵コンテ・演出補佐）
- エスカ&ロジーのアトリエ 〜黄昏の空の錬金術士〜（演出）
- 魔法科高校の劣等生（ED絵コンテ&演出）
- 遊☆戯☆王ARC-V（2014年 - 2015年、絵コンテ）
- 曇天に笑う（絵コンテ・演出・OP絵コンテ&演出）
- 七つの大罪（絵コンテ・OP演出）

2015年
- 夜ノヤッターマン（絵コンテ）
- ハロー!!きんいろモザイク（絵コンテ・演出）
- ミカグラ学園組曲（OP絵コンテ）
- アルスラーン戦記（絵コンテ）
- うーさーのその日暮らし 夢幻編（絵コンテ）
- 学戦都市アスタリスク（2015年 - 2016年、監督）

2016年
- 七つの大罪 聖戦の予兆（ED絵コンテ&演出）
- 刀剣乱舞-花丸-（絵コンテ）

2017年
- セイレン（OP絵コンテ&演出・絵コンテ）
- 徒然チルドレン（絵コンテ）

2018年
- ラーメン大好き小泉さん（監督・絵コンテ・演出）
- 遊☆戯☆王VRAINS（絵コンテ）
- 爆釣バーハンター（2018年 - 2019年、シリーズディレクター・絵コンテ）
- 宇宙戦艦ティラミスII（絵コンテ）

2019年
- ダンベル何キロ持てる?（演出）
- 警視庁 特務部 特殊凶悪犯対策室 第七課 -トクナナ-（絵コンテ）
- 爆釣ハンターズ（監督）
- ソードアート・オンライン アリシゼーション War of Underworld（演出）

2020年
- 群れなせ!シートン学園（絵コンテ）
- 新サクラ大戦 the Animation（絵コンテ）
- デジモンアドベンチャー:（2020年 - 2021年、絵コンテ・演出）
- 安達としまむら（OP・ED絵コンテ・演出）

2021年
- シャドーハウス（絵コンテ）
- マブラヴ オルタネイティヴ（2021年 - 2022年、絵コンテ）

2022年
- RPG不動産（絵コンテ）
- シャドウバースF（2022年 - 2024年、絵コンテ）
- まめきちまめこニートの日常（絵コンテ・演出）

2023年
- テクノロイド オーバーマインド（絵コンテ）
- 女神のカフェテラス（絵コンテ）
- 山田くんとLv999の恋をする（絵コンテ）
- 君は放課後インソムニア（絵コンテ）
- Helck（絵コンテ）
- 東京リベンジャーズ（絵コンテ）

2024年
- 狼と香辛料 MERCHANT MEETS THE WISE WOLF（絵コンテ）
- MFゴースト（絵コンテ）

2025年
- 戦隊レッド 異世界で冒険者になる（絵コンテ）
- 異修羅（絵コンテ）

### 劇場アニメ
- 銀色の髪のアギト（2006年、OP撮影）
- 劇場版イナズマイレブンGO 究極の絆 グリフォン（2011年、演出）※セトウケンジ名義
- 映画 爆釣バーハンター 謎のバーコードトライアングル!爆釣れ!神海魚ポセイドン（2019年、監督）※セトウケンジ名義

### OVA
- Aチャンネル+smile（2012年、絵コンテ、演出）※セトウケンジ名義
- 咲日和（2015年、監督）※セトウケンジ名義

### Webアニメ
- 風都探偵（2022年、絵コンテ）